# Personer i Sverige födda i Libyen
Till personer i Sverige med ursprung i Libyen räknas personer som är folkbokförda i Sverige och som har sitt ursprung i Libyen. Enligt Statistiska centralbyrån fanns det 2017 i Sverige sammanlagt cirka 3 600 personer födda i Libyen.

## Historisk utveckling

### Födda i Libyen
| Personer i Sverige födda i Libyen 1950–2024 | Personer i Sverige födda i Libyen 1950–2024 | Personer i Sverige födda i Libyen 1950–2024 | Personer i Sverige födda i Libyen 1950–2024 | Personer i Sverige födda i Libyen 1950–2024 |
| --- | ------------------------------------------- | ------------------------------------------- | ------------------------------------------- | ------------------------------------------- |
| |                                             |                                             |                                             |                                             |
| År |                                             |                                             | Folkmängd                                   |                                             |
| 1950 | 1950                                        |                                             | 2                                           |                                             |
| 1960 | 1960                                        |                                             | 2                                           |                                             |
| 1970 | 1970                                        |                                             | 74                                          |                                             |
| 1980 | 1980                                        |                                             | 49                                          |                                             |
| 1990 | 1990                                        |                                             | 218                                         |                                             |
| 2000 | 2000                                        |                                             | 374                                         |                                             |
| 2001 | 2001                                        |                                             | 392                                         |                                             |
| 2002 | 2002                                        |                                             | 418                                         |                                             |
| 2003 | 2003                                        |                                             | 456                                         |                                             |
| 2004 | 2004                                        |                                             | 503                                         |                                             |
| 2005 | 2005                                        |                                             | 625                                         |                                             |
| 2006 | 2006                                        |                                             | 768                                         |                                             |
| 2007 | 2007                                        |                                             | 916                                         |                                             |
| 2008 | 2008                                        |                                             | 1 069                                       |                                             |
| 2009 | 2009                                        |                                             | 1 234                                       |                                             |
| 2010 | 2010                                        |                                             | 1 364                                       |                                             |
| 2011 | 2011                                        |                                             | 1 589                                       |                                             |
| 2012 | 2012                                        |                                             | 1 756                                       |                                             |
| 2013 | 2013                                        |                                             | 1 866                                       |                                             |
| 2014 | 2014                                        |                                             | 2 163                                       |                                             |
| 2015 | 2015                                        |                                             | 2 689                                       |                                             |
| 2016 | 2016                                        |                                             | 3 382                                       |                                             |
| 2017 | 2017                                        |                                             | 3 576                                       |                                             |
| 2018 | 2018                                        |                                             | 3 697                                       |                                             |
| 2019 | 2019                                        |                                             | 3 789                                       |                                             |
| 2020 | 2020                                        |                                             | 3 810                                       |                                             |
| 2021 | 2021                                        |                                             | 3 887                                       |                                             |
| 2022 | 2022                                        |                                             | 3 957                                       |                                             |
| 2023 | 2023                                        |                                             | 3 949                                       |                                             |
| 2024 | 2024                                        |                                             | 3 885                                       |                                             |
| Anm.: Befolkning den 31 december respektive år förutom åren 1960 och 1970 som avser förhållandet den 1 november och år 1980 som avser förhållandet den 15 september. |                                             |                                             |                                             |                                             |